# Academia de Estudios Económicos de Bucarest
La Academia de Estudios Económicos de Bucarest (oficialmente y en rumano: Academia de Studii Economice din București, ASE) es la universidad más antigua de ciencias económicas y empresariales de Rumania. Fue fundada el 6 de abril de 1913 en Bucarest mediante real decreto de Carlos I de Rumania bajo la denominación de Academia de Altos Estudios Comerciales e Industriales. Desde 1967 se la conoce por su denominación actual y se ha convertido en una de las mayores instituciones de educación superior del país y de Europa del Este.

## Historia
La Academia de Estudios Económicos fue establecida en virtud del real decreto número 2978, promulgado por Carlos I del 6 de abril de 1913, publicado en el Diario Oficial del 13 de abril de 1913 bajo el nombre de "Academia de Altos Estudios Comerciales e Industriales". El nombre actual data de 1967 y en los últimos años la institución ha formado a decenas de generaciones de economistas, lo que ha contribuido al desarrollo de la cultura, la educación, la ciencia y económico del país.
Además de su sede en Bucarest, la ASE tiene centros regionales en Alexandria, Amara, Brăila, Buzău, Câmpia Turzii, Covasna, Constanța, Curtea de Argeș, Deva, Mediaș, Piatra Neamț, Predeal, Slatina, Târgoviște y Tulcea. En 2011, el Ministerio de Educación, Investigación, Juventud y Deporte anunció los resultados del proceso de evaluación universitaria llevado a cabo en colaboración con la Asociación de Universidades Europeas, en el que la ASE fue calificada como "Universidad intensiva de investigación", el primer nivel de categorías de las universidades nacionales.

## Facultades
Existen trece facultades situadas en la ciudad de Bucarest: 
- BBS - Școala de Afaceri București Bucharest Business School
- AMP - Administratie și Management Public (Administración y Gestión Pública)
- CIG - Facultatea de Contabilitate și Informatică de Gestiune (Facultad de Contabilidad y Gestión Informática)
- COM - Comert (Comercio)
- CSIE - Cibernetică, Statistică și Informatică Economică (Facultad de Cibernética, Estadística e Informática Económica)
- LAW - Drept Derecho
- EAM - Economía Agroalimentară și a Mediului (Facultad de Economía Agroalimentaria y Medio Ambiente)
- ECO - Economie (Economía)
- FABBV - Finanţe, Asigurări, Bănci și Burse de Valori (Departamento de Finanzas, Seguros, Banca y Bolsa)[3]
- COM - Comerț (Comercio)
- FABIZ - Administrarea Afacerilor cu predare în limbi străine (Facultad de Administración de Empresas en Lenguas Extranjeras)
- MAN - Facultatea de Management (Facultad de Administración)
- MRK - Facultatea de Marketing
- REI - Relaţii Economice Internaționale (Relaciones Económicas Internacionales)